# ويليام ريد (كاتب)
ويليام ريد (بالإنجليزية: William Reed)‏ كاتب أمريكي، (و. 1830  م). هو مؤلف كتاب Phantom of the Poles، الذي نُشر عام 1906، والذي اقترح فيه نظريته بأن الأرض جوفاء في الواقع، وفيها ثقوب في أقطابها.

## ملخص نظريته
الأرض جوفاء. الأقطاب، الذين طالما سعوا وراءهم، هي وهمية. توجد فتحات في الأطراف الشمالية والجنوبية. في الداخل توجد قارات شاسعة ومحيطات وجبال وأنهار. تتجلى الحياة النباتية والحيوانية في هذا العالم الجديد، ومن المحتمل أن تكون مأهولة بأجناس غير معروفة لسكان الأرض.